# Чемпионат Республики Конго по футболу
Чемпионат Республики Конго по футболу (Премьер-Лига) (фр. Championnat du Congo de football) — высший дивизион национального футбольного чемпионата Республики Конго, проводимый Конголезской Федерацией Футбола (FECOFOOT). Лига основана в 1961 году. В чемпионате 2017 года принимают участие 18 команд.
В период с 1961 по 1977 год чемпионат проводился среди трёх команд, победителей региональных лиг Браззавиля, Пуэнт-Нуара и Ниари. С 1978 по 1993 год проводилась общенациональная лига с участием от 10 до 14 команд. С 1994 по 2008 год FECOFOOT вернулась к национальному плей-офф региональных чемпионов, с дополнительными местами для более сильных лиг (Браззавиль и Пуэнт-Нуар).

В 2009 году общенациональная лига была реформирована и в ней стало участвовать 18 команд.

Однако уже в 2010 году первенство было разыграно среди 8 клубов, разбитых на 2 группы, победители которых сыграли Финальный матч.

На следующий год группы насчитывали по 12 команд, которые играли в 2 круга. Клубы занявшие на групповом этапе 1-2 места разыграли чемпионство в плей-офф.

## Участники сезона 2022-23
| Команда                       | Город      |
| ----------------------------- | ---------- |
| Дьябль Нуар                   | Браззавиль |
| Леопардс                      | Лубомо     |
| АС Отохо                      | Ойо        |
| Интер Клуб                    | Браззавиль |
| КАРА                          | Браззавиль |
| Этуаль дю Конго               | Браззавиль |
| АС Кондзо                     | Браззавиль |
| Таланге                       | Браззавиль |
| Наталис                       | Пуэнт-Нуар |
| Шемино                        | Пуэнт-Нуар |
| Патронаж Сент-Анн             | Браззавиль |
| AS Jeunesse United of Kintélé | Браззавиль |
| Вита Клуб Моканда             | Пуэнт-Нуар |
| АС Новое Поколение            | Браззавиль |

## Победители
- 1961: Дьябль Нуар (Браззавиль)
- 1962-66: Чемпионат не проводился
- 1967: Этуаль дю Конго (Браззавиль)
- 1968: Патронаж Сент-Анн (Браззавиль)
- 1969: КАРА (Браззавиль)
- 1970/71: Витория Клуб Моканда (Пуэнт-Нуар)
- 1972: Чемпионат не состоялся
- 1973: КАРА (Браззавиль)
- 1974: Чемпионат не состоялся
- 1975: КАРА (Браззавиль)
- 1976: Дьябль Нуар (Браззавиль)
- 1977/78: Этуаль дю Конго (Браззавиль)
- 1979: Этуаль дю Конго (Браззавиль)
- 1980: Этуаль дю Конго (Браззавиль)
- 1981/82: КАРА (Браззавиль)
- 1982/83: Котока Мфоа (Браззавиль)
- 1983: Этуаль дю Конго (Браззавиль)
- 1984: КАРА (Браззавиль)
- 1985: Этуаль дю Конго (Браззавиль)
- 1986: Патронаж Сент-Анн (Браззавиль)
- 1987: Этуаль дю Конго (Браззавиль)
- 1988: Интер Клуб (Браззавиль)
- 1989: Этуаль дю Конго (Браззавиль)
- 1990: Интер Клуб (Браззавиль)
- 1991: Дьябль Нуар (Браззавиль)
- 1992-93: Чемпионат не состоялся
- 1994: Чемпионат не закончен
- 1995: Шемино (Пуэнт-Нуар)
- 1996: Муниспорт (Пуэнт-Нуар)
- 1997: Муниспорт (Пуэнт-Нуар)
- 1998: Вита Клуб Моканда (Пуэнт-Нуар)
- 1999: Чемпионат не состоялся
- 2000: Этуаль дю Конго (Браззавиль)
- 2001: Этуаль дю Конго (Браззавиль)
- 2002: Полис (Браззавиль)
- 2003: Сен-Мишель д’Уэнзе (Браззавиль)
- 2004: Дьябль Нуар (Браззавиль)
- 2005: Полис (Браззавиль)
- 2006: Этуаль дю Конго (Браззавиль)
- 2007: Дьябль Нуар (Браззавиль)
- 2008: КАРА (Браззавиль)
- 2009: Дьябль Нуар (Браззавиль)
- 2010: Сен-Мишель д’Уэнзе (Браззавиль)
- 2011: Дьябль Нуар (Браззавиль)
- 2012: Леопардс (Лубомо)
- 2013: Леопардс (Лубомо)
- 2014: Чемпионат не закончен из-за финансовых проблем
- 2015: Чемпионат не закончен из-за бойкота клубов
- 2016: Леопардс (Лубомо)
- 2017: Леопардс (Лубомо)
- 2018: АС Отохо
- 2019: АС Отохо
- 2019/20: АС Отохо
- 2020/21: АС Отохо
- 2021/22: АС Отохо
- 2022/23: АС Отохо

### Всего титулов
| Клуб                                    | Титулы (годы)                                                         |
| --------------------------------------- | --------------------------------------------------------------------- |
| Этуаль дю Конго                         | 11 (1967, 1978, 1979, 1980, 1983, 1985, 1987, 1989, 2000, 2001, 2006) |
| Дьябль Нуар                             | 7 (1961, 1976, 1991, 2004, 2007, 2009,2011)                           |
| КАРА                                    | 6 (1969, 1973, 1975, 1982, 1984, 2008)                                |
| АС Отохо                                | 6 (2018, 2019, 2020, 2021, 2022, 2023)                                |
| Леопардс                                | 5 (2012, 2013, 2014, 2016, 2017)                                      |
| Виктория Клуб Моканда/Вита Клуб Моканда | 2 (1971, 1998)                                                        |
| Сен-Мишель д’Уэнзе                      | 2 (2003, 2010)                                                        |
| Шемино                                  | 2 (1996, 1997)                                                        |
| Интер Клуб                              | 2 (1988, 1990)                                                        |
| Патронаж Сент-Анн                       | 2 (1969,1986)                                                         |
| Полис                                   | 2 (2002, 2005)                                                        |
| Шемино                                  | 1 (1995)                                                              |
| Котока Мфоа                             | 1 (1982)                                                              |